# Macunahyphes australis
Macunahyphes australis is een haft uit de familie Leptohyphidae. De wetenschappelijke naam van de soort is voor het eerst geldig gepubliceerd in 1913 door Banks.
De soort komt voor in het Neotropisch gebied.